# معبد گوتوکو
معبد گوتوکو (انگلیسی: Gōtoku-ji) یک معبد بودایی واقع در منطقه گوتوکوجی در بخش ستاگایا-کو، توکیو در توکیو ژاپن است.

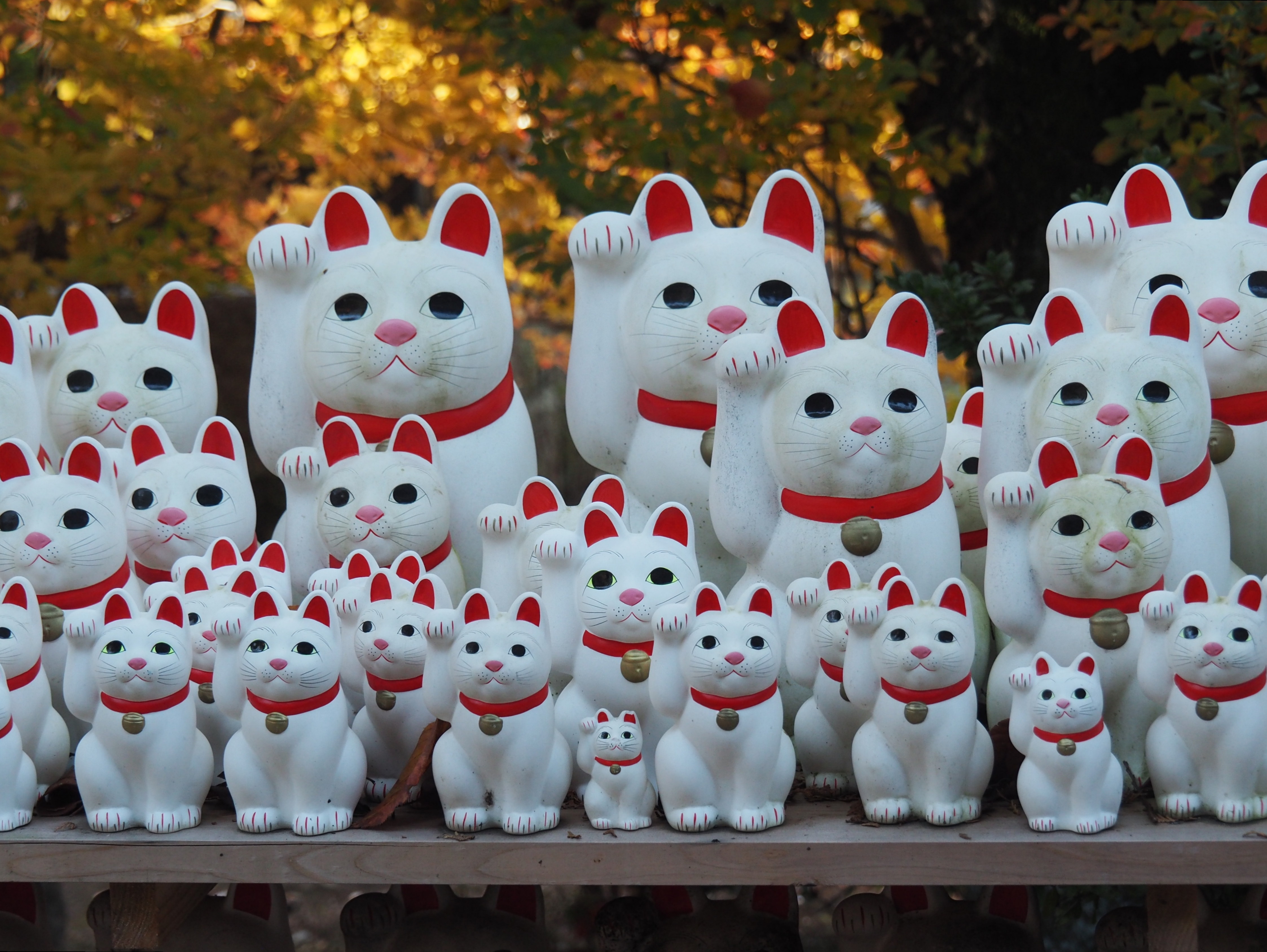
مجسمه‌های مانکی نکو. این معبد به این دلیل به معبد گربه معروف است.